# Иабет
Иабет (Иабтет, Иаб, Абет, Абтет, Аб) — богиня востока и восточной пустыни в древнеегипетской мифологии, аналог богини Амаунет.

## Мифология
По утрам она очищает бога солнца Ра перед его дневным путешествием по небу. Её мужем был бог плодородия Мин. Ей и её мужу поклонялись в столице 9-го нома Верхнего Египта Панополе.
В Амдуате Иабет изображали как женщину с руками по бокам, под именем Иаб. Наряду с 11 другими богинями, включая Исиду и её бабушку Тефнут, эта группа богинь была известна как «Те, кто воздают хвалу богу Ра».

## Нефрет-Иабет
Неферт-Иабет — принцесса, названная в честь этой богини. Её отцом был фараон Хуфу.